# Kilan
Kilan is een plaats ten oosten van Tehrān, de hoofdstad van Iran.
De naam Kilan betekent - volgens de inwoners van het gelijknamige stadje - Koningsplaats.
Er zijn in het bergachtige gebied rond Kilan overblijfselen gevonden van mensen die er zo'n achttienduizend jaar geleden leefden. Bovendien liggen de bergen, zoals Dar Ali, rond het dorp bezaaid met resten uit het Trias-tijdperk.
In 2006 woonden er ongeveer 3000 mensen, met een gemiddeld genomen opmerkelijk hoge intelligentie. Hoewel het aan hun eenvoudige levensstijl niet direct te zien is, blijkt dit uit het feit dat er geen analfabetisme heerst, driekwart van de dorpsbevolking gestudeerd heeft, er nu alleen al in de Verenigde Staten ruim 250 mensen uit Kilan aan universiteiten werkzaam zijn en er zelfs twee bij de NASA werken.